# سدم آشوري
السُدم الآشوري (باللاتينية: Sedum assyriacum) نوع نباتي يتبع جنس السدم من الفصيلة المخلدية.

## الموئل والانتشار
موطنه بلاد الشام.